# Pseudagrion kersteni
Pseudagrion kersteni е вид водно конче от семейство Coenagrionidae. Видът не е застрашен от изчезване.

## Разпространение
Разпространен е в Ангола, Бенин, Ботсвана, Буркина Фасо, Бурунди, Гана, Гвинея, Демократична република Конго, Екваториална Гвинея, Еритрея, Етиопия, Замбия, Зимбабве, Камерун, Кения, Кот д'Ивоар, Малави, Мали, Мозамбик, Намибия, Нигерия, Руанда, Свазиленд, Северен Йемен, Сиера Леоне, Сомалия, Судан, Танзания, Того, Уганда, Централноафриканска република, Чад, Южен Йемен и Южна Африка (Гаутенг, Западен Кейп, Източен Кейп, Квазулу-Натал, Лимпопо, Мпумаланга, Северозападна провинция и Фрайстат).